# Limburg (Țările de Jos)
Limburg este o provincie în Țările de Jos, care se găsește în partea de sud a țării. Capitala sa este orașul Maastricht și alte orașe importante sunt Roermond, Venlo, Heerlen, Kerkrade, Sittard-Geleen și Weert. Limburg se învecinează cu următoarele provincii: Brabantul de Nord la vest, Gelderland la nord, Belgia la sud-vest și Germania la est. O parte din populația "limburgheză" vorbește și limba limburgheză.

## Comune
Provincia Limburg este împărțiță în 33 de comune.
| - Beek - Beesel - Bergen - Brunssum - Echt-Susteren - Eijsden-Margraten - Gennep - Gulpen-Wittem - Heerlen - Horst aan de Maas - Kerkrade |  | - Landgraaf - Leudal - Maasgouw - Maastricht - Meerssen - Mook en Middelaar - Nederweert - Nuth - Onderbanken - Peel en Maas - Roerdalen |  | - Roermond - Schinnen - Simpelveld - Sittard-Geleen - Stein - Vaals - Valkenburg aan de Geul - Venlo - Venray - Voerendaal - Weert |

## Legături externe
- nl  en Site-ul oficial